# 艾哈迈德·哈马迪帕夏
艾哈邁德·哈馬迪帕夏（土耳其語：Ahmed Hamdi Paşa；1826年—1885年），阿巴扎人出身的奧斯曼帝國政治家，並在1878年1月11日－2月41日出任大維齊爾。
他在1873年－1874年出任伊茲密爾總督，1875年－1876年出任大馬士革總督，在1876年他被派往阿爾巴尼亞的斯庫台。
他在俄土战争期間短時間出任大維齊爾，在青年土耳其黨人要求行憲的壓力下蘇丹阿卜杜勒-哈米德二世把他免職。
他在1880年－1885年再次出任叙利亞總督，並死於1885年。